# Annelise Kalbak
Annelise Kalbak (født 29. februar 1940 på Frederiksberg) er en dansk maler og grafiker. Datter af nu afdøde Overlæge,dr.med. Kaj A. Kalbak og Anni Kalbak f. Steinert S. Annelise Kalbak er uddannet på Det Kongelige Danske Kunstakademi i København og medlem af Kunstnersamfundet og Billedkunstnernes Forbund. og Den Gyldne Orgeltone i nordisk Kunst. Optaget i Statens Kunstråds digitale Arkiver.